# Júcar
El Júcar (en valenciano, Xúquer; en aragonés, Xúcar) es un río de la península ibérica, que discurre por el este de España y atraviesa las provincias de Cuenca, Albacete y Valencia hasta desembocar en el mar Mediterráneo. Con una longitud de 509 km, es el decimonoveno río más largo de los que desembocan en el Mediterráneo. Era conocido como Sucro por los romanos. Nace a 1700 m sobre el nivel del mar, en la vertiente meridional del cerro de San Felipe (Montes Universales), en el paraje conocido como los Ojos de Valdeminguete y cerca también del nacimiento de los ríos Cuervo (cuenca del Tajo), Guadalaviar-Turia, Cabriel (cuenca del Júcar) y del propio Tajo, en la Cordillera Ibérica. Puede decirse que las principales sierras de la zona limítrofe entre Cuenca y Teruel, en especial, los Montes Universales, constituyen el principal divortium aquarum o la principal divisoria de aguas entre los ríos de la vertiente atlántica y los que drenan hacia el Mediterráneo incluyendo, obviamente, a la cuenca del río Ebro con el nacimiento del río Jiloca en el subsuelo de las parameras de Pozondón (al norte de los Montes Universales).
En su curso bajo, el río hizo desde el siglo XIII al XVIII de límite norte de la Gobernación de Játiva.

## Toponimia de la cuenca del Júcar
Un trabajo de Joan Carles Membrado Tena, de la Universidad de Valencia, titulado Toponimia sucronense en Valencia, trata este tema. Coexisten topónimos de origen prerromano con otros propiamente romanos, árabes (muy numerosos, especialmente en el curso bajo, en la Comarca de La Ribera), valencianos y castellanos.
En valenciano, en el curso bajo del Júcar, es conocido como «Xúquer».

## Cursos

### Curso superior

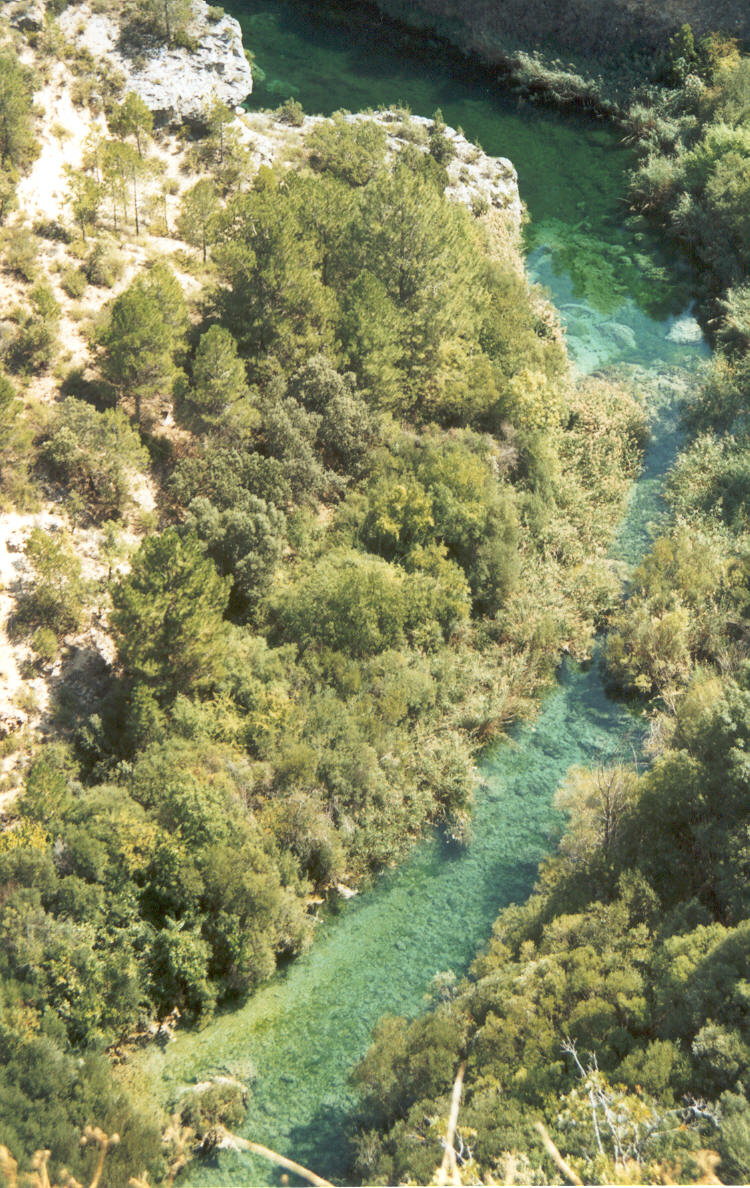
Vista del Júcar desde El Ventano del Diablo.

En su curso alto, el río Júcar recorre las tierras montañosas de Cuenca con una dirección norte-sur en una zona de precipitaciones medias superiores a los 800 mm anuales por lo que alcanza un caudal absoluto en Cuenca de 11,25 m³/s y un relativo de 11,43 l/s/k².
Esta parte de su curso es sumamente pintoresca y podría definirse como un verdadero muestrario de formas cársticas del relieve. En especial abundan los cañones y gargantas entalladas por los propios ríos, así como las cuevas, las torcas, dolinas, lenares y otros fenómenos de erosión fluvial en rocas calizas. Los ejemplos más notables de estas formas cársticas pueden encontrarse en la Ciudad Encantada, en Las Majadas y en el propio cauce del río Júcar y varios de sus afluentes, como es el caso del río Huécar en la propia ciudad de Cuenca, el cual forma la Hoz del Huécar, donde se encuentran las famosas Casas colgadas de Cuenca y en la acumulación de arcillas de descalcificación de las margas en las partes deprimidas, formando lo que se conoce como dolinas o planicies arcillosas. Antes de llegar al Ventano del Diablo recibe a su afluente, el río Uña, por su margen derecha, el cual forma una laguna justo antes de la confluencia, al represar sus aguas por el dique que se forma en la ribera derecha del Júcar.

### Curso medio
En realidad, no resulta fácil explicar lo que podríamos definir como curso medio en el caso del río Júcar. Si se tratara de un pequeño torrente, en el que se pueden identificar sobre el terreno las tres partes en que se divide (cuenca de recepción, canal de desagüe y cono de deyección) no se presentaría este problema. Y tampoco se presentaría en el caso de un río típico, en el que entre la parte montañosa de mayor pendiente y el curso bajo, con un desnivel mínimo, se presenta una parte intermedia en la que la pendiente y la erosión que produce son aún bastante fuertes (el Guadalquivir sería un ejemplo en este sentido).
En el caso del Júcar, la salida hacia la llanura aluvial que forma la comarca valenciana de La Ribera procede de una zona bastante abrupta, donde el río va muy encajado y esa llanura aluvial constituye una zona bastante reducida. Así pues, el Júcar se podría considerar como un río que sólo presenta, a grandes rasgos, dos tramos: uno montañoso (o con mayor propiedad, mesetario) y uno de llanura. En resumen, el curso medio del Júcar podría considerarse ubicado entre Villalba de la Sierra (cerca del Ventano del Diablo) y el pantano de Tous (84 m s. n. m.) en el comienzo de La Ribera que ya forma parte del curso inferior.

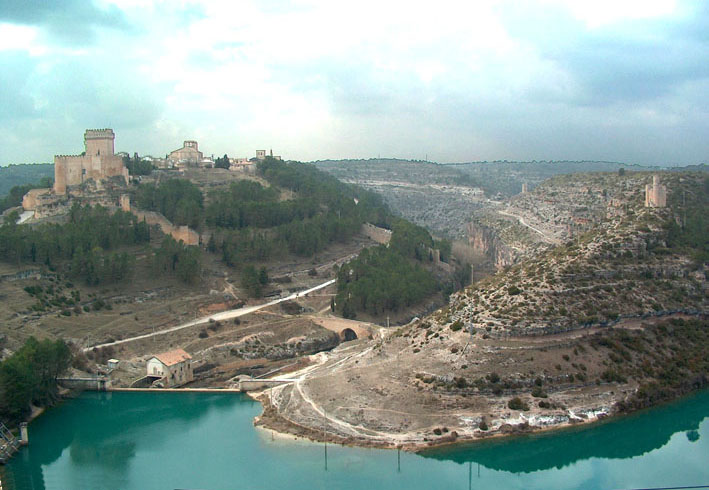
Vista de Alarcón con su castillo y el embalse de Enchideros.

Sin embargo, esta extensa parte media del Júcar no es completamente uniforme, y presenta tramos donde forma meandros divagantes y otras zonas de mayores pendientes, en los que se encaja profundamente, como es el área de meandros encajados donde se encuentra la localidad de Alarcón (Cuenca). Precisamente, es en esta localidad donde se encuentra la presa homónima que embalsa las aguas del Júcar a lo largo de más de 40 km de longitud, lo cual da idea de la escasa pendiente en este tramo. El que se encaje en el relieve en Alarcón significa el inicio de una zona de mayor pendiente en el punto donde se desvía de nuevo hacia el sur, donde comienza la gran curva hacia el este para salir de la región de La Mancha.
Antes recogerá, por medio de un cauce artificial desde Albacete (municipio por el que discurre el Júcar), el Canal de la Reina María Cristina, y a la altura de la localidad de Valdeganga, los excedentes hídricos que manan por los rebosaderos del acuífero de Los Llanos, nutrido este a su vez por la cuenca endorreica del Río Jardín/Balazote que viene desde la alta Sierra de Alcaraz.

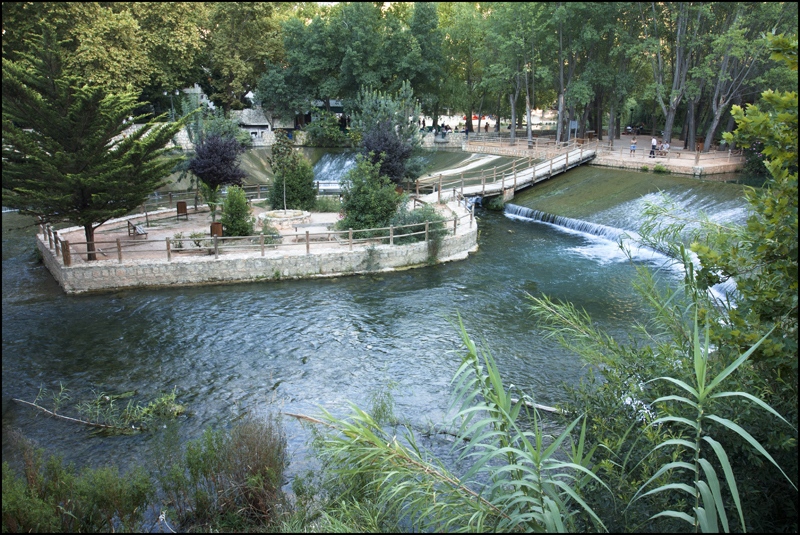
Paso del río por Alcalá del Júcar.

Así pues, en La Mancha (concretamente, en La Manchuela), el Júcar describe un arco de unos 90° y cambia su dirección hacia el este, como resultado de un antiguo fenómeno de captura que ocurrió hace unos dos millones de años, y después del codo de captura, toma la dirección hacia el este para buscar el Mediterráneo, y su curso dibuja numerosos meandros encajados (la Hoz del Júcar, con cortes de unos 150 m de altura, entre Jorquera (Albacete) y Alcalá del Júcar (Albacete)), abiertos en una especie de relieve ligeramente plegado que formaba originalmente la divisoria de aguas entre la vertiente atlántica y la mediterránea. Aquí su caudal absoluto disminuye debido a la utilización de sus aguas (antes ya se ha iniciado el trasvase Tajo-Segura) y la menor cantidad de lluvias. Cosme Morillo nos describe el fenómeno de captura y las consecuencias del mismo:

En este mar interior (se refiere a La Manchuela hace unos 100 millones de años, es decir, en el Terciario), que se extendía desde Cofrentes hasta La Roda y que tenía su mayor profundidad en Alcalá de Júcar, se depositaron las grandes capas horizontales de sedimentos que hoy nos muestra el gran cañón. Pero antes de que éste se abriera por la acción erosiva del río, fue preciso que se produjera un cambio importante en el trazado de su cauce.

Porque el Júcar no siempre ha corrido en  busca del Mediterráneo y hubo un tiempo en que el destino de sus aguas era el Atlántico, a donde llegaban tras desembocar en el Guadiana.
No está claro qué fue lo que determinó el cambio de rumbo, pero desde que éste se produjo, hace el orden de unos dos millones de años, el río ha labrado la espectacular sucesión de meandros encajados, que alcanzan hasta 150 m de profundidad, que se extiende desde La Jorquera hasta el embalse de El Molinar. (Cosme Morillo, 2000)

.

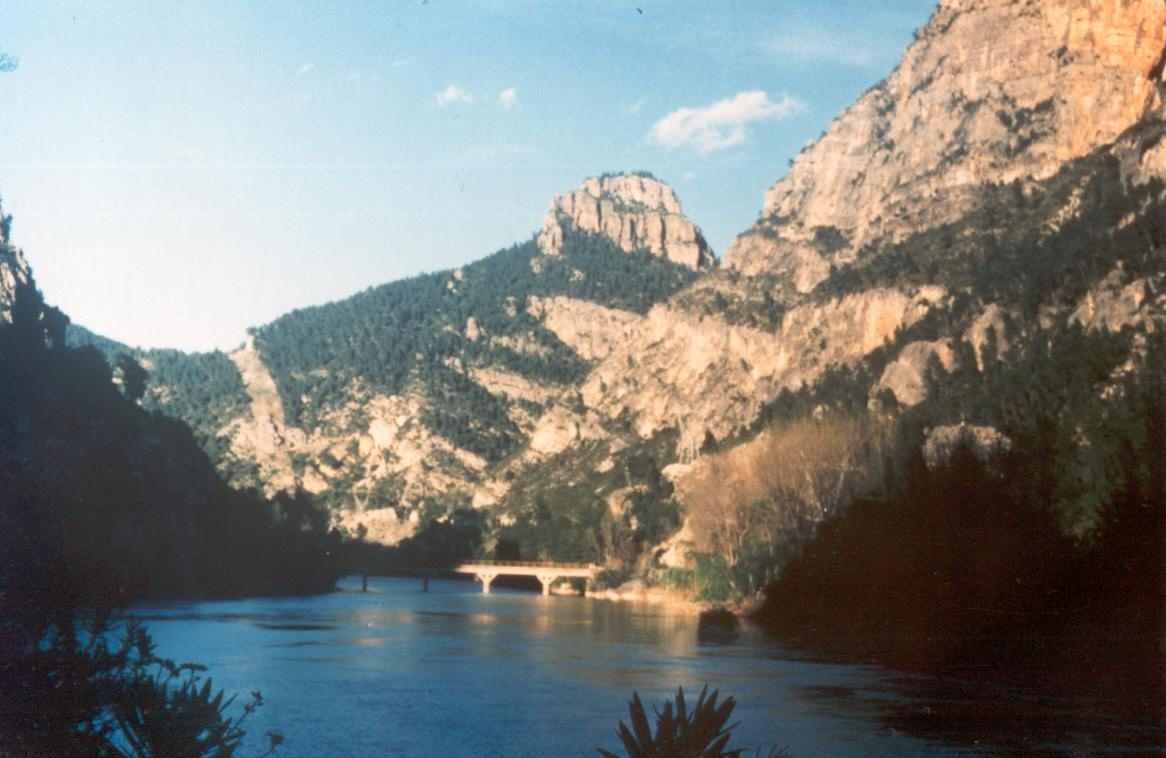
El Júcar aguas arriba de Millares, encajado en un profundo cañón en el macizo del Caroche (Caroig).

Además de los meandros divagantes también existen antiguos meandros abandonados que dan fe de una antigua migración del cauce cuando la erosión regresiva del río capturó el curso actual del mismo, con lo que los meandros ya existentes comenzaron a profundizarse y encajarse en el relieve.
Poco después vuelve a encajarse en la depresión tectónica de norte a sur por donde discurre la carretera N-330 y en Cofrentes, donde se ubica la Central nuclear de Cofrentes, recibe al Cabriel (su afluente más importante) y sus aguas son represadas en el embalse de Embarcaderos, tras de lo cual vuelve a encajarse profundamente en el macizo del Caroche, a lo largo de un cañón de unos 350 m de altura, entre las muelas de Cortes de Pallás (Valencia) y del Albéitar.
En esta zona encajada entre estratos buzando hacia afuera del cauce, lo que indica probablemente un antiguo anticlinal fallado y erosionado (valle anticlinal), visible en la imagen tomada cerca del salto de Millares, el río se ha represado en una sucesión de embalses escalonados hasta llegar al más reciente e importante, el pantano de Tous, ubicado a unos 84 metros sobre el nivel del mar, a partir del cual entramos de lleno en la llanura aluvial de la Ribera.

### Curso bajo

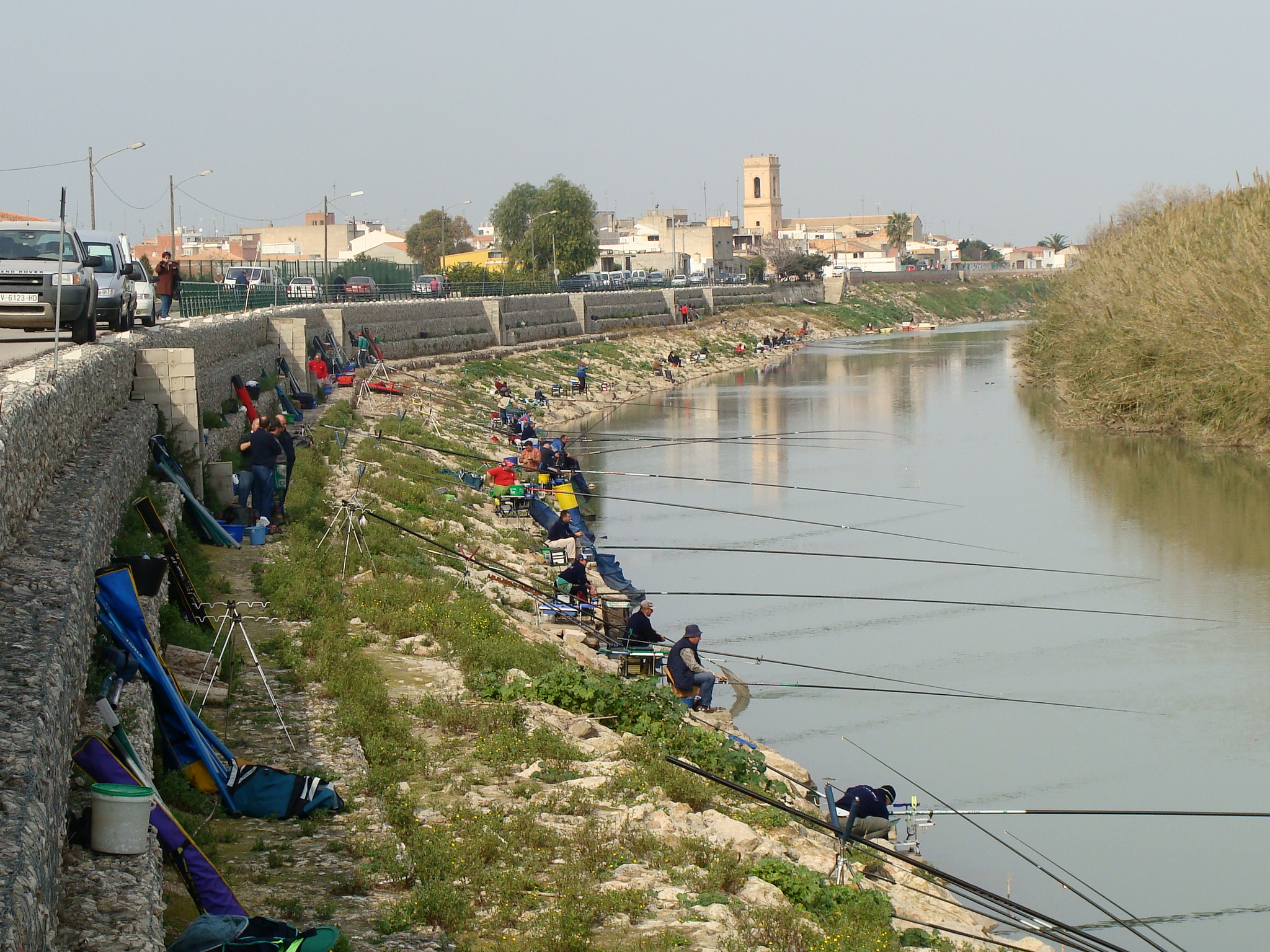
Concurso regional de pesca (sin muerte) en Fortaleny, en la orilla derecha del río.

Tras atravesar la zona montañosa del Caroche y salir del embalse de Tous, alcanza su máximo caudal en Sumacárcel, con 49,22 m³/s y 2,75 l/s/k²; en este punto, o para ser más precisos, en la Masía de Mompó (en el tradicional sitio de aforo), el Júcar se abre en la llanura después de haber pasado por los cañones y gargantas donde se ubica el pantano de Tous, y a partir de ese momento sus niveles disminuyen debido al intenso aprovechamiento para el regadío en las Riberas Alta y Baja.
Los últimos tramos del curso encajado entre montañas facilitan la alimentación subterránea de algunos manantiales artesianos ("ojos" del río Verde, manantiales del antiguo canal de la Reva) que existen en la Ribera. También el Canal Júcar-Turia sale artificialmente en forma subterránea desde el embalse de Tous para aflorar a un kilómetro al norte de la nueva población de Tous, desde donde se dirige hacia el noreste, para regar una buena parte de la Ribera Alta y de la Huerta Sur de Valencia.

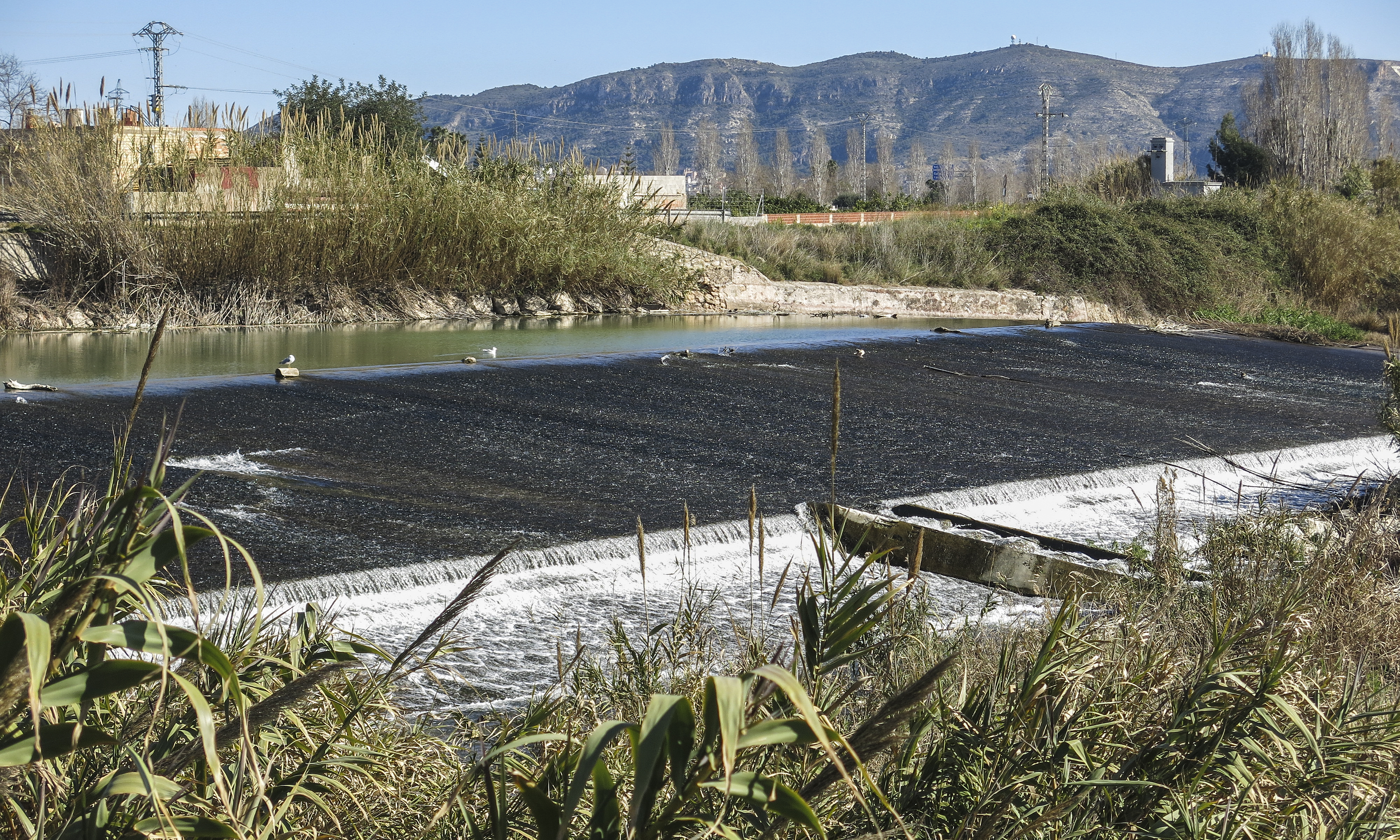
Azud de Cullera (entre Sueca y Fortaleny).

Esta zona es su llanura aluvial, de gran importancia económica, debido a la agricultura, siendo la zona más densamente poblada de su curso. La planicie está formada por los aportes tanto del mismo Júcar como de sus afluentes Magro y Albaida. Aquí el río describe un recorrido sinuoso con meandros y situándose en cotas más altas que las tierras contiguas, algunas de ellas importantes marjales como la Albufera de Valencia.
En el curso bajo se encuentran algunas ciudades importantes, como es el caso de Carcagente, Alcira, ubicada originalmente en un meandro del río que rodeaba completamente a la ciudad (el nombre de Alcira significa isla en árabe), Algemesí (junto al río Magro, cerca de su desembocadura en el Júcar), Sueca y Cullera, ya en la desembocadura. Esta es también la zona con mayor riesgo de inundaciones al configurar la llanura aluvial del río cerca de su desembocadura.

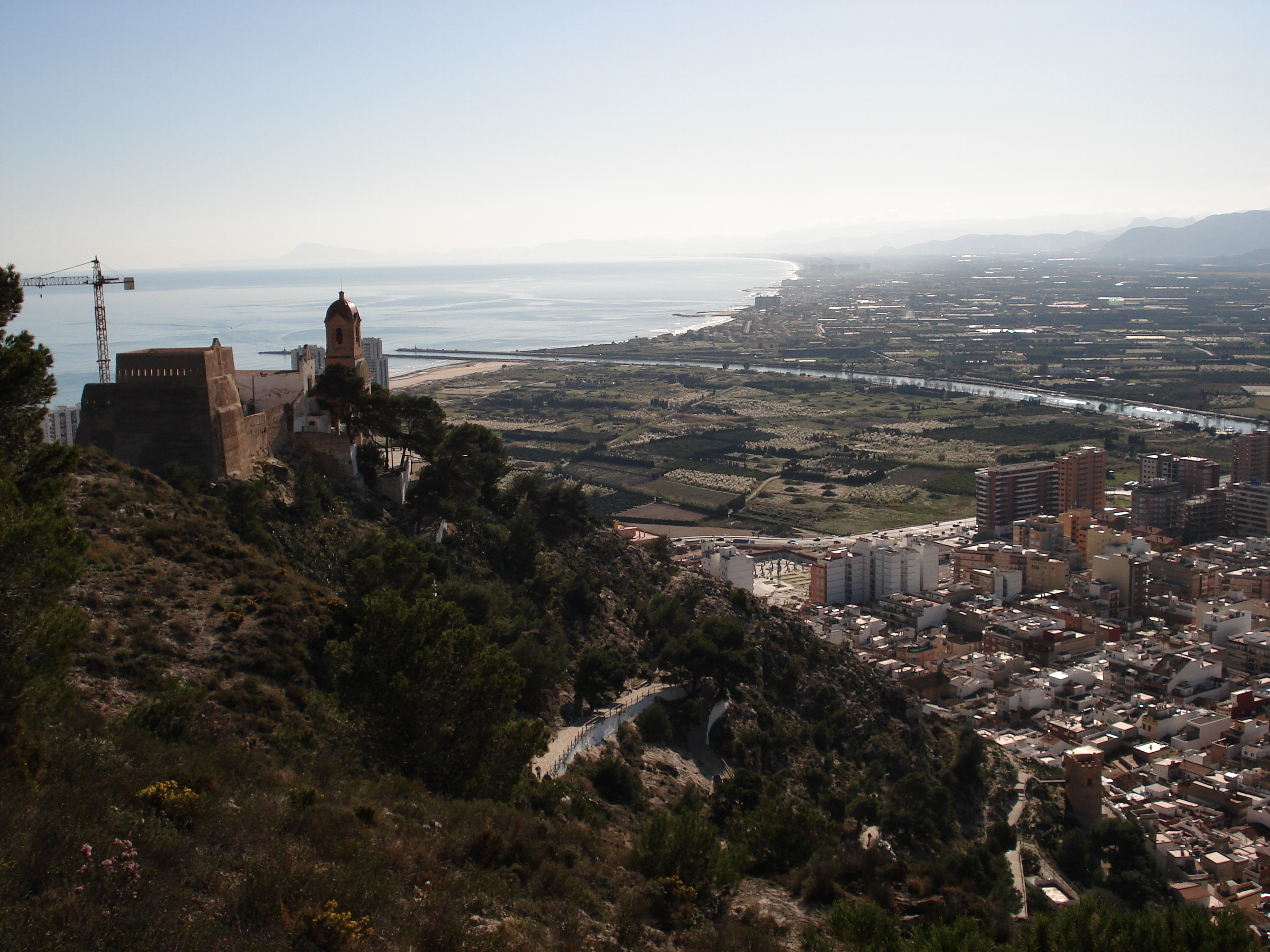
Desembocadura del río Júcar junto a Cullera.

Tras un recorrido de 497,5 km desemboca en Cullera (Valencia), no sin antes servir de puerto deportivo para centenares de embarcaciones, incluso de tamaño respetable, como puede verse fácilmente desde el castillo.
El curso bajo del Júcar es zona naranjera por excelencia (Vicente Blasco Ibáñez describe muy bien la zona en su famosa novela Entre naranjos) y también arrocera, aunque ya en la Ribera Baja, a lo largo de las acequias que, saliendo del propio río, van a desembocar en la Albufera.
Una obra monumental en tres tomos sobre la Historia de La Ribera, aparecida en 2001, constituye una fuente excelente, no solo para la historia de la comarca sino también para su geografía (los aspectos físicos pueden consultarse en el primer tomo), para la toponimia (tomo II), los aspectos económicos (tomo III) y muchos otros: la de Tomás Peris Albentosa.

## El Júcar y el arte

### Literatura

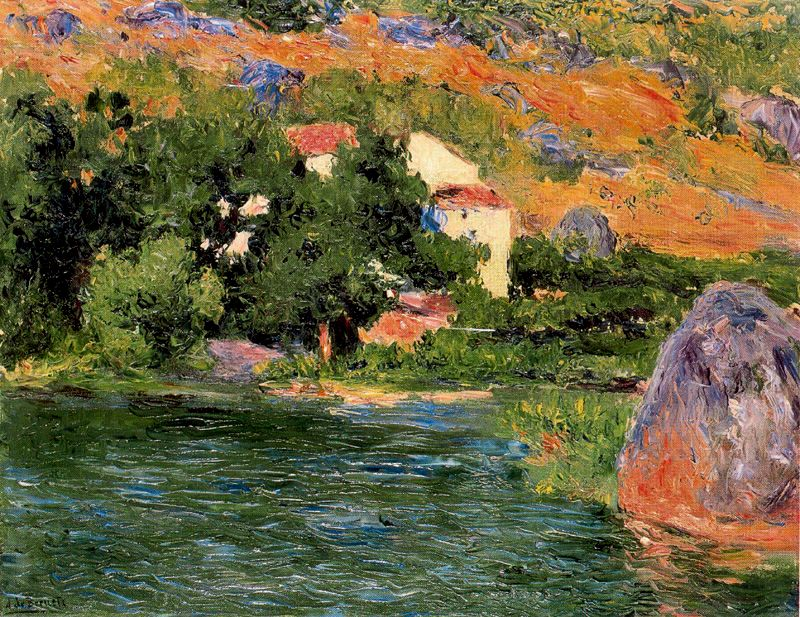
Orillas del Júcar, de Aureliano de Beruete.

Pocos autores han ambientado sus obras en la cuenca del río Júcar. El motivo de este hecho puede deberse a la fragmentación impuesta por el relieve en dicha cuenca, lo que impide una buena comunicación a lo largo del río. De hecho el Júcar y sus afluentes son en gran parte atravesados por las grandes vías de comunicación mediante obras importantes de ingeniería: recordemos el puerto de Contreras en el Cabriel (que existía en la carretera nacional de Madrid a Valencia (N-3) antes de la construcción del Embalse de Contreras, por donde fue desviada, y el posterior puente de la actual A-3 para evitar la presa) y el trazado de la Vía Augusta para enlazar (a través de su intersección con el río en la antigua ciudad de Sucro , actual villa de Albalat) a la ciudad romana de Valentia (Valencia) con la también romana de Saetabis (Játiva). Entre los autores que se refieren a lugares ubicados en la cuenca del río Júcar podemos citar, además de Vicente Blasco Ibáñez, ya nombrado, a Antonio José Cavanilles, Azorín y Joan Fuster, entre otros.

#### Antonio José Cavanilles
Aunque no es un representante de la literatura de ficción, Cavanilles es digno de mención por el extraordinario valor científico de su obra cumbre sobre el Reino de Valencia (Cavanilles, 1797).
En su obra hace una detallada explicación sobre la cuenca baja del Júcar enfatizando los problemas de inundaciones que obligaron al abandono de algunos poblados ubicados en las zonas críticas durante las crecidas (por ejemplo, la destrucción del lugar llamado de Paixarella, en la confluencia del río Albaida con el Júcar por varias inundaciones en el siglo XVIII), a la agricultura de todas las poblaciones de La Ribera y, sobre todo, a los efectos del cultivo creciente del arroz en tierras de dicha comarca. Su oposición al cultivo del arroz se basaba en el hecho de que existía una correlación estrecha entre el cultivo del arroz y la mayor mortalidad de la zona con respecto a las zonas o municipios en los que no se cultivaba este cereal:

La experiencia dio origen a aquel proverbio valenciano: Si vols viure poc y ferte ric, vesten a Alberíc; si en vols mes, a Masalavés. Como si dixera: si quieres enriquecer y luego morir, vete a Alberíc a vivir; ó ve a Masalavés, donde más cierto es (Antonio José Cavanilles).

#### Luis de Góngora y Azorín
Luis de Góngora y Argote escribió en 1603 un poema titulado En los pinares del Júcar, como parte de la selección Poemas del alma y allí hace referencia al río Júcar, como escenario de los bailes de unas serranas (se refiere a la Serranía de Cuenca).
José Martínez Ruiz, más conocido por su seudónimo de Azorín, evoca parte de dicho poema en su novela Don Juan de 1922:

Una moza va y viene por la casa y las tierras. Se llama Virginia y es hija del cachicán.

En los pinares del Júcar

vi bailar a unas serranas,

al son del agua en las piedras

y al son del viento en las ramas...

¡Qué bien bailan las serranas,

qué bien bailan!

(Azorín)

Con respecto a la copla incluida en esta última obra, Ángel Lacalle hace referencia al origen popular y por tanto, anónimo, de la misma:

Sobre un cantar popular ha escrito Azorín esta página en que nos cuenta las habilidades y virtudes de Virginia, la moza más alta y esbelta de Paracuellos que desde que quiebra el alba hasta la noche no se cansa de trajinar y que además es la moza que mejor baila en la Plaza (Ángel Lacalle)

#### Vicente Blasco Ibáñez
Como ya se ha señalado, Blasco Ibáñez ambienta alguna de sus novelas en los alrededores del Júcar, en el curso bajo de este río, en especial, en la obra a la que nos hemos referido, Entre naranjos, obra que se desarrolla en Alcira y en la que se describe una riada del Júcar:

La única preocupación era si llovería al mismo tiempo en las montañas de Cuenca. Si bajaba agua de allá, la inundación sería cosa seria. Y los curiosos hacían esfuerzos al anochecer por adivinar el color de sus aguas, temiendo verlas negruzcas, señal cierta de que venían de la otra provincia (Vicente Blasco Ibáñez).

#### Joan Fuster
El escritor, poeta, filólogo, historiador y ensayista valenciano Joan Fuster, nacido en la ciudad de Sueca en 1922, es uno de los escritores que más se han preocupado por la investigación de la geografía e historia de la Comunidad Valenciana en general y de la comarca de La Ribera en particular (Sueca, su ciudad natal, es la capital de la comarca de la Ribera Baja). En su obra El País valenciano (Joan Fuster, 1962) hace una excelente descripción geográfica e histórica de la cuenca inferior del Júcar, enfatizando el desarrollo económico de la región con el cultivo del naranjo (iniciado en el siglo XVII en Carcagente y Alcira, como también señaló Cavanilles) y del arroz, centrado en la Ribera Baja:

El Júcar sale a nuestro encuentro. En sus meandros finales, y pese a la continua sangría que viene padeciendo a lo largo de la Ribera, lo hallamos más caudaloso que nunca, con brío aún para inundar los espaciosos términos de Cullera y Sueca. Dos azudes, cerca de esta última ciudad, le arrancan el agua necesaria al inmenso arrozal y todavía le queda mucha que, lenta y arcillosa, se renuncia en el mar (Joan Fuster, 1962).

### Cine y televisión
Ha sido llevada a la televisión en formato de serie la novela Entre naranjos de Vicente Blasco Ibáñez, centrada en Alcira. En el cine el río Júcar cobra un protagonismo especial en la película Volver de Pedro Almodóvar ya que es donde su protagonista, Raimunda (interpretada por Penélope Cruz) entierra a su marido dentro de la nevera en la que lo había metido tras matarlo en casa. La zona es un bosque fluvial donde además está marcado un árbol con un corazón y señala el lugar donde está enterrado.

## Régimen fluvial

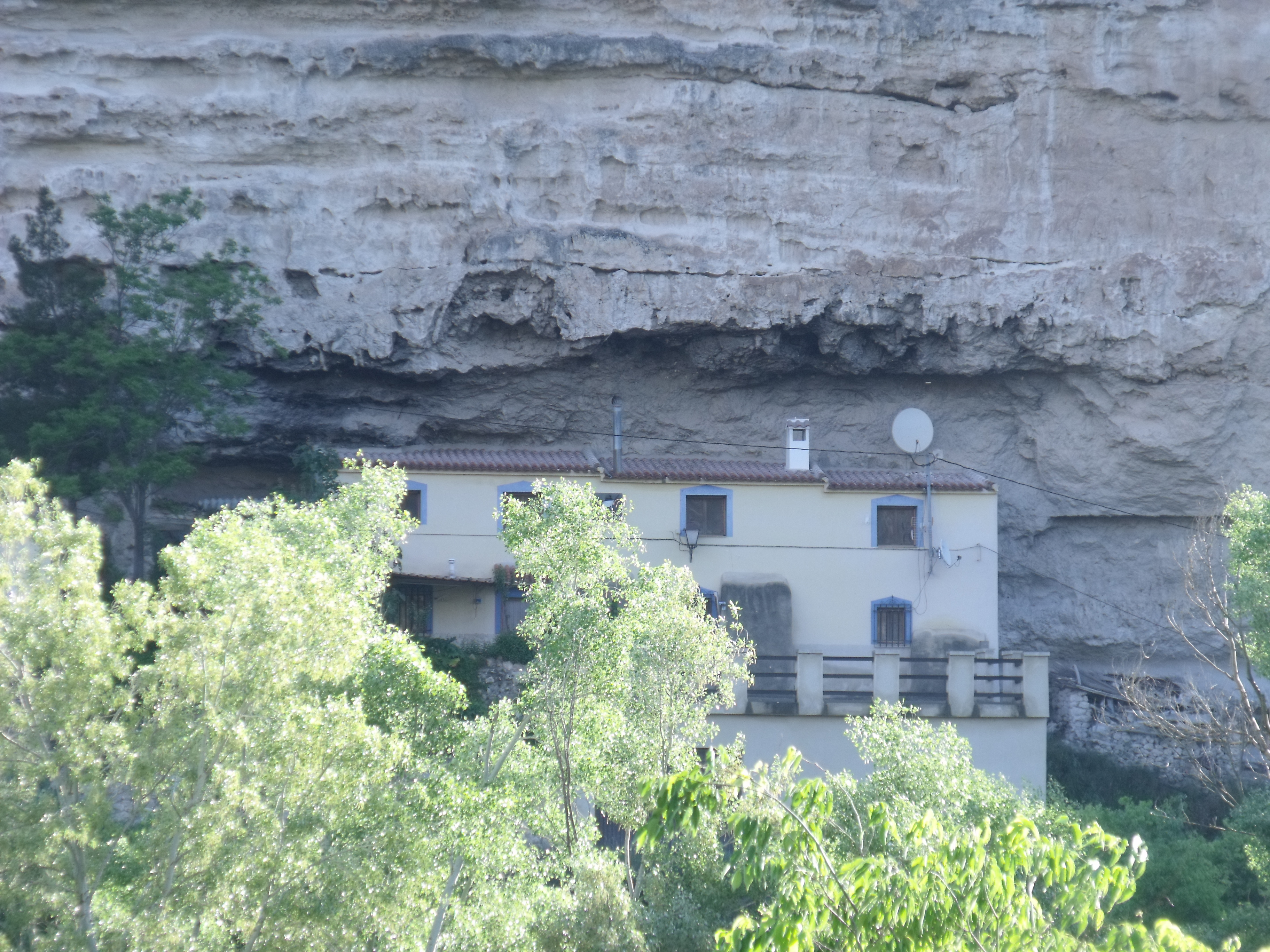
Capas de roca sedimentaria erosionadas por el río cerca de Maldonado (Jorquera).

El régimen del río en su cabecera es pluvio-nival con un máximo primaveral y un caudal abundante. En su curso medio y bajo depende más de las lluvias estacionales, alcanzando un máximo otoñal coincidiendo con la "gota fría" característica de las tierras valencianas. Como consecuencia de las lluvias torrenciales ha alcanzado los caudales más altos de España, tras el Ebro. Las principales riadas de la historia en Alcira son:
- 4 de noviembre de 1864: 13.000 m³/s, conocida como Riada de San Carlos.
- 20 de octubre de 1982: 16.000 m³/s, conocida como Pantanada de Tous.
- 5 de noviembre de 1987: 5.200 m³/s

## Afluentes
- río de Valdemeca
- río Villalbilla
- río Mariana
- río de Valdecabras
- río Huécar
- río Moscas
- río Chillarón
- río San Martín
- río Fresneda
- río Altarejos
- río Marimota
- río Belvís
- río Albadalejo
- río Gritos
- río Valdemembra
- arroyo de Abengibre
- río Cautaban
- río Cabriel
- río Escalona
- río Sellent
- río Albaida
- río Magro
- río de los Ojos

## Canales y acequias
- Canal de María Cristina: Albacete

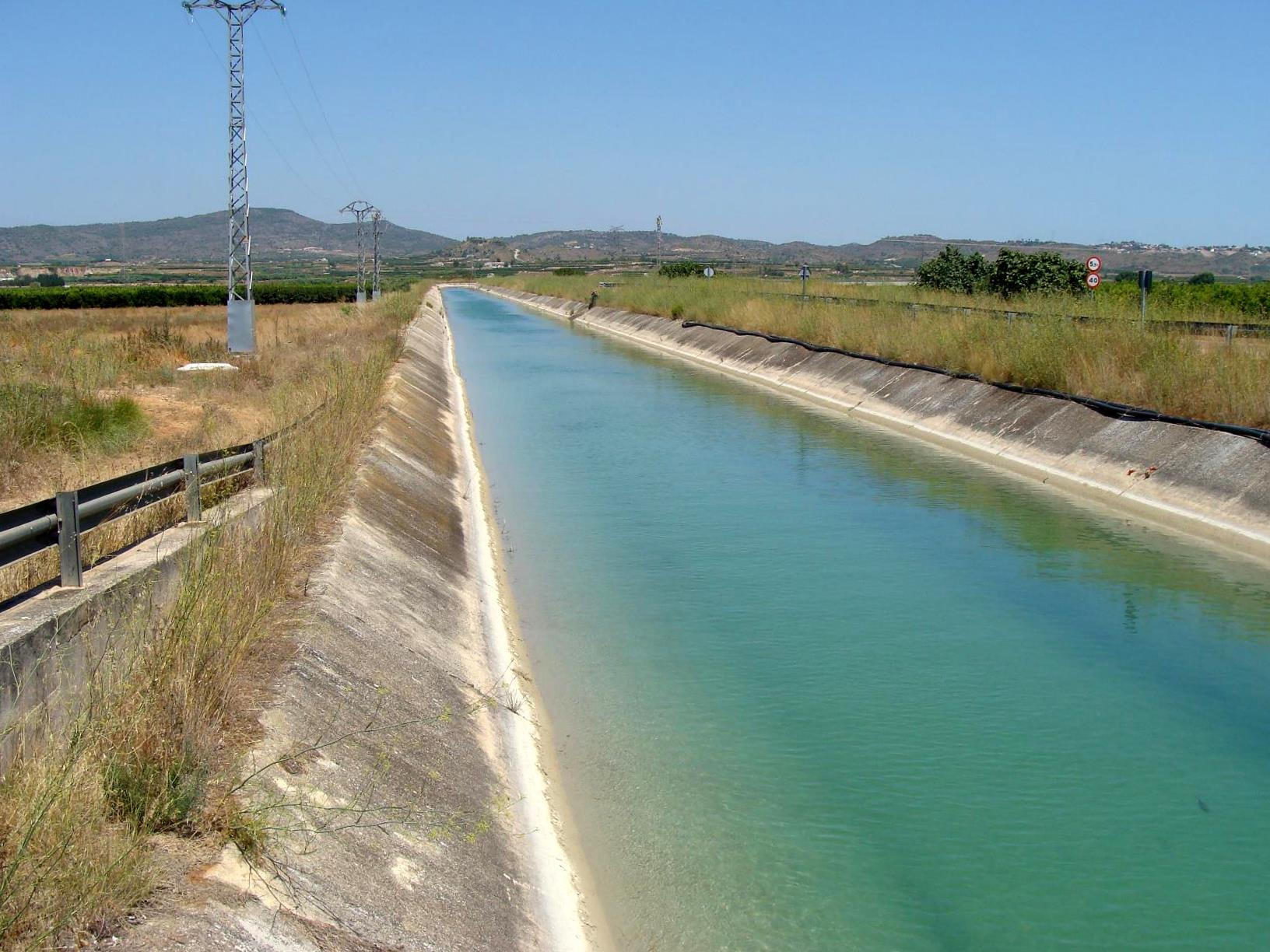
El canal Júcar-Turia en el término municipal de Carlet.

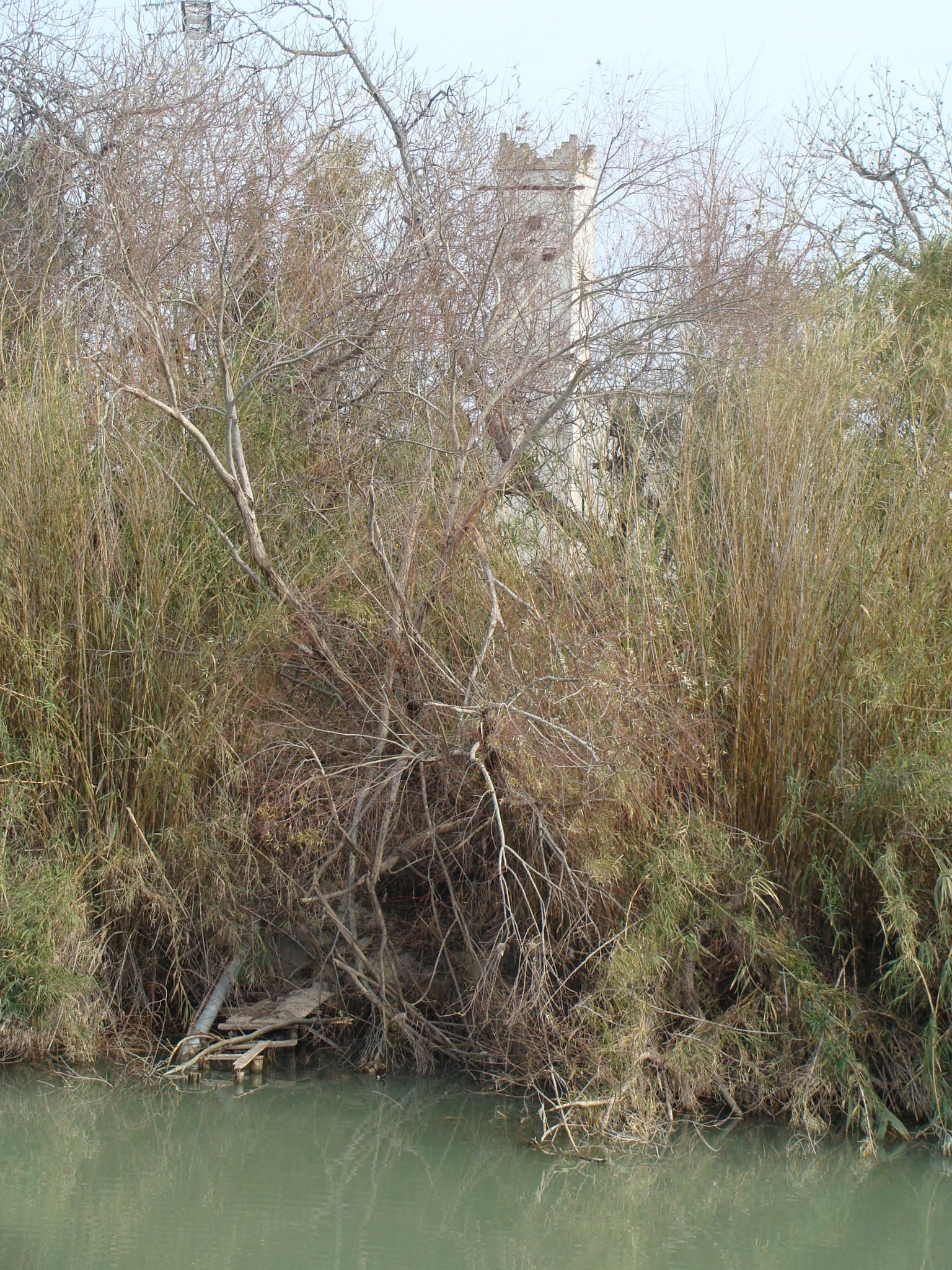
Bombeo del agua del Júcar para el riego de los arrozales de Sueca. Puede verse la tubería de aducción y la torre de entrada del suministro eléctrico al motor de bombeo.

- Acequia de La Teja: Tarazona de la Mancha
- Canal Júcar-Turia: Embalse de Tous
- Real Acequia Escalona: Sumacárcel
- Acequia particular de Antella: Sumacárcel
- Acequia de Carcagente: Sumacárcel
- Acequia Real del Júcar: Antella
- Acequia de la Campana: Riola
- Acequia Madre de Sueca: Riola
- Acequia de Cuatro Pueblos: Riola
- Acequia de Cullera margen derecha: Sueca
- Acequia Madre de Cullera margen izquierda: Sueca

## Embalses

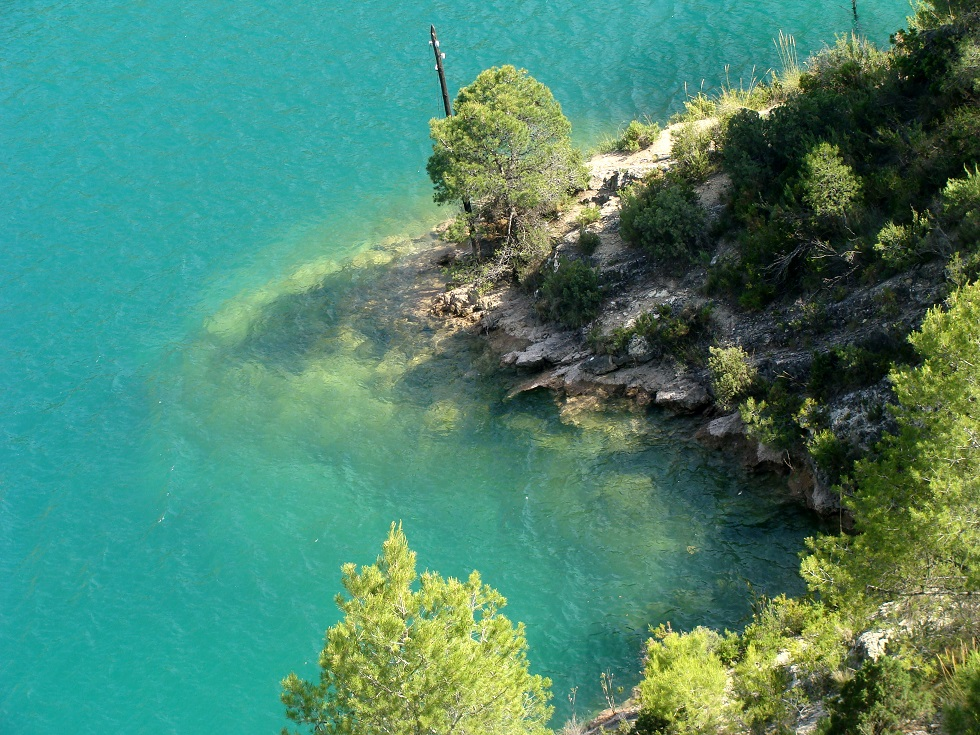
Las aguas del Júcar en el embalse de Cortes de Pallás todavía mantienen el color típico que presenta al salir de la Serranía de Cuenca.

En su cuenca hay una serie de embalses dedicados a la producción de energía hidroeléctrica, la regulación del río para prevenir inundaciones y el aprovechamiento para el regadío y el consumo humano. La central nuclear de Cofrentes usa las aguas del Júcar para el enfriamiento de la planta. Además, la energía sobrante en horas de bajo consumo se emplea para bombear agua al embalse de La Muela ubicado sobre la Muela de Cortes de Pallás, el cual contribuye a aumentar el potencial hidroeléctrico de las centrales en el cauce del propio Júcar (Central Hidroeléctrica de Cortes de Pallás).
Los embalses más importantes en la cuenca del Júcar son el de La Toba, aguas arriba de la población de Uña y en plena Serranía de Cuenca; el embalse de Alarcón también aguas arriba de la localidad de Alarcón; el embalse de El Picazo, situado muy cerca del anterior y cuya presa queda debajo del viaducto de la autovía de Valencia (A-3); el embalse del Molinar (coordenadas 39°12′28″N 1°14′26″O / 39.2076556, -1.2404233), muy cerca del límite de la provincia de Albacete con Valencia; el embalse de Embarcaderos, que recoge las aguas tanto del Júcar como de su afluente más importante, el Cabriel; el Cortes-La Muela; el embalse de El Naranjero; el de Cortes de Pallás y la Presa de Tous en la salida a la llanura de la comarca de la Ribera, en la provincia de Valencia. En sus afluentes destacan el embalse de Contreras en el Cabriel, el de Forata en el Magro, el Escalona en el río Escalona y el de Bellús en el río Albaida.

## Otros usos

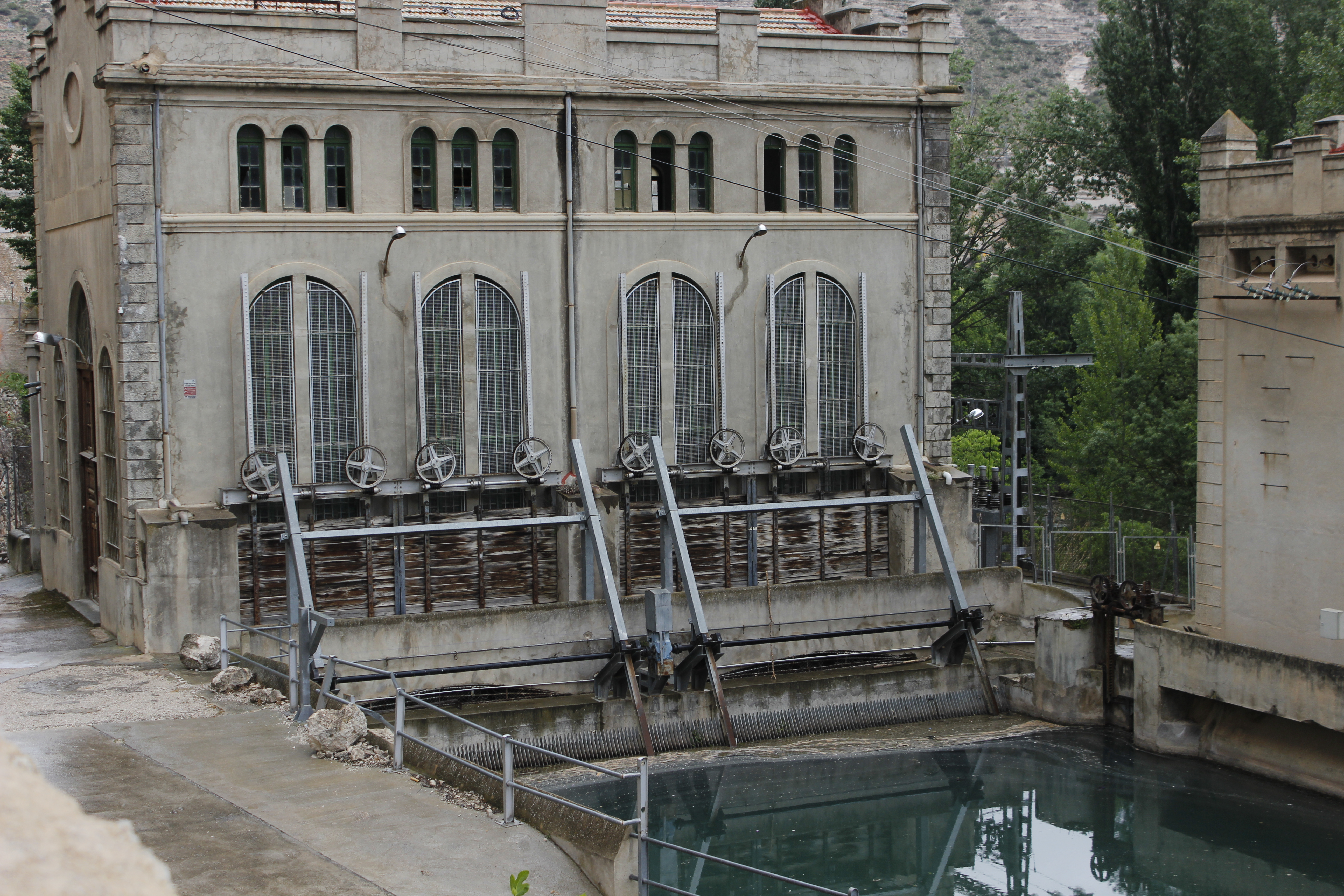
Central hidroeléctrica en Jorquera.

Los embalses y canales para riego, las represas para la producción de hidroelectricidad o para usos industriales (los ejemplos de la central de Cofrentes, donde las aguas del Júcar se utilizan para enfriar la planta termonuclear, y muchos otros), el abastecimiento de agua potable, la navegación fluvial (en los últimos km, en las acequias que drenan hacia la Albufera, en la ruta turística fluvial entre Cofrentes y Cortes de Pallás), la pesca fluvial (pesca deportiva) y el turismo son algunos de los usos muy importantes de este río, el más importante y usado de la Comunidad Valenciana. Es uno de los principales ríos para la práctica del piragüismo recreativo en el sistema Ibérico, incluyendo tanto tramos de aguas bravas (Cortados de Villalba, Dos Aguas) como de aguas tranquilas y de iniciación. El empleo de las aguas del Júcar en los tramos finales del río (puerto deportivo y concursos de pesca) vienen a completar la cita de Joan Fuster ya indicada que se refiere al uso tan intenso y, por ende, al enorme valor económico de este río. Es probable que este río sea, con relación a su caudal, el más utilizado y el que mayor valor económico tiene entre los ríos de España.